# Upplands runinskrifter 676
Upplands runinskrifter 676 är en 2,6 meter hög runsten som står alldeles vid närheten av Skoklostervägen och är således lätt att nå. Runstenen står på sin ursprungliga plats. Runinskriften U 677 ligger i närheten på motsatt sida av vägen.

## Inskriften
Translitterering av runraden:
bartr auk byriʀ auk kulua þair letu raisa stain þeno eftir osur buruþr sin þaisi uaʀu uikulfs arfaʀ
Normalisering till runsvenska:
Biartr ok Bysiʀ ok Kylfa  þæiʀ letu ræisa stæin þenna æftiʀ  Assur, broður sinn. þæisi vaʀu Vikulfs arfaʀ.
Översättning till nusvenska:
Bjärt och Bysir och Kylfa de lät resa denna sten efter Assur, sin bror. Dessa var Vikulvs arvingar.